# 32. Primetime Emmy-gála
A 32. Primetime Emmy-gála során az 1979 és 1980 között főműsoridőben bemutatott, amerikai televíziós programokat értékelték. A jelölteket az Academy of Television Arts & Sciences választotta ki. A Los Angeles-i Pasadena Civic Auditoriumben tartott ceremóniát az NBC tűzte műsorra 1980. szeptember 7-én. A műsor házigazdái Steve Allen és Dick Clark voltak. A gála a Screen Actors Guild (az amerikai színészek céhe) sztrájkja alatt lett megtartva, az összefogás jegyében pedig a cég 52 jelöltjéből 51 bojkottálta az eseményt és nem vett rajta részt. Egyedül Powers Boothe jelent meg, aki átvételi beszédében azt állította, "ez vagy a karrierem legbátrabb pillanata, vagy a legostobább".

## Győztesek és jelöltek
A nyertesek félkövérrel jelölve.

### Műsorok
| Legjobb vígjátéksorozat | Legjobb drámasorozat                                                                                               |
| --- | --- |
| - Taxi (ABC) - Barney Miller (ABC) - MASH (CBS) - Soap (ABC) - WKRP in Cincinnati (CBS) | - Lou Grant (CBS) - Dallas (CBS) - Family (ABC) - Rockford nyomoz (NBC) - The White Shadow (CBS)                   |
| Legjobb tévéfilm | Legjobb minisorozat                                                                                                |
| - The Miracle Worker (NBC) - Nyugaton a helyzet változatlan (CBS) - Amber Waves (ABC) - Gideon trombitája (CBS) - Guyana Tragedy: The Story of Jim Jones (CBS)                                       | - Edward és Mrs. Simpson (szindikált sugárzás) - Disraeli (PBS) - The Duchess of Duke Street (PBS) - Moviola (NBC) |
| Legjobb varietésorozat vagy különkiadás | |
| - Baryshnikov on Broadway (ABC) - The Benny Hill Show (szindikált sugárzás) - Goldie and Liza Together (CBS) - Muppet Show (szindikált sugárzás) - Shirley MacLaine... 'Every Little Movement' (CBS) | |

### Színészek

#### Főszereplők
| Legjobb férfi főszereplő (vígjátéksorozat) | Legjobb női főszereplő (vígjátéksorozat) |
| --- | --- |
| - Richard Mulligan (Burt Campbell) - Soap (ABC) (Epizód: "Episode 51") - Alan Alda (Hawkeye Pierce) - MASH (CBS) - Robert Guillaume (Benson DuBois) - Benson (ABC) - Judd Hirsch (Alex Reiger) - Taxi (ABC) - Hal Linden (Barney Miller) - Barney Miller (ABC)                                       | - Cathryn Damon (Mary Campbell) - Soap (ABC) - Katherine Helmond (Jessica Tate) - Soap (ABC) - Polly Holliday (Florence Jean "Flo" Castleberry) - Flo (CBS) - Sheree North (Dotty Wertz) - Archie Bunker's Place (CBS) - Isabel Sanford (Louise Jefferson) - The Jeffersons (CBS)                                                                                                  |
| Legjobb férfi főszereplő (drámasorozat) | Legjobb női főszereplő (drámasorozat) |
| - Ed Asner (Lou Gran) - Lou Grant (CBS) (Epizód: "Lou") - James Garner (Jim Rockford) - Rockford nyomoz (NBC) - Larry Hagman (Jockey Ewing) - Dallas (CBS) - Jack Klugman (Dr. Quincy) - Quincy, M.E. (NBC)                                                                                          | - Barbara Bel Geddes (Ellie Ewing) - Dallas (CBS) (Epizód: " A műtét", "A gyógyulás") - Lauren Bacall (Kendall Warren) - Rockford nyomoz (NBC) (Epizód: "Lions, Tigers, Monkeys and Dogs") - Mariette Hartley (Althea Morgan) - Rockford nyomoz (NBC) (Epizód: "Paradise Cove") - Kristy McNichol (Letitia Lawrence) - Family (ABC) - Sada Thompson (Kate Lawrence) - Family (ABC) |
| Legjobb férfi főszereplő (minisorozat vagy különkiadás) | Legjobb női főszereplő (minisorozat vagy különkiadás) |
| - Powers Boothe (Jim Jones) - Guyana Tragedy: The Story of Jim Jones (CBS) - Tony Curtis (David O. Selznick) - Moviola (NBC) (Epizód: "The Scarlett O'Hara War") - Henry Fonda (Clarence Earl Gideon) - Gideon's Trumpet (CBS) - Jason Robards (Franklin D. Roosevelt) - F.D.R.: The Last Year (NBC) | - Patty Duke (Annie Sullivan) - The Miracle Worker (NBC) - Bette Davis (Adele Malone) - White Mama (CBS) - Melissa Gilbert (Helen Keller) - The Miracle Worker (NBC) - Lee Remick (Margaret Sullavan) - Haywire (CBS) |

#### Mellékszereplők
| Legjobb férfi mellékszereplő (vígjátéksorozat) | Legjobb női mellékszereplő (vígjátéksorozat) |
| --- | --- |
| - Harry Morgan (Sherman T. Potter) - MASH (CBS) (Epizód: "Old Soldiers") - Mike Farrell (B. J. Hunnicutt) - MASH (CBS) - Max Gail (Stan Wojciehowicz) - Barney Miller (ABC) - Howard Hesseman (Johnny Caravella) - WKRP in Cincinnati (CBS) - Steve Landesberg (Arthur Dietrich) - Barney Miller (ABC)                                             | - Loretta Swit (Margaret Houlihan) - MASH (CBS) (Epizód: "Are You Now, Margaret?") - Loni Anderson (Jennifer Marlowe) - WKRP in Cincinnati (CBS) - Polly Holliday (Florence Jean "Flo" Castleberry) - Alice (CBS) - Inga Swenson (Gretchen Kraus) - Benson (ABC)                          |
| Legjobb férfi mellékszereplő (drámasorozat) | Legjobb női mellékszereplő (drámasorozat) |
| - Stuart Margolin (Evelyn "Angel" Martin) - Rockford nyomoz (NBC) - Mason Adams (Charlie Hume) - Lou Grant (CBS) - Noah Beery, Jr. (Joseph Rockford) - Rockford nyomoz (NBC) - Robert Walden (Joe Rossi) - Lou Grant (CBS) | - Nancy Marchand (Margaret Pynchon) - Lou Grant (CBS) (Epizód: "Dogs") - Nina Foch (Mrs. Polk) - Lou Grant (CBS) (Epizód: "Hollywood") - Linda Kelsey (Billie Newman) - Lou Grant (CBS) - Jessica Walter (Melanie Townsend McIntyre) - Trapper John, M.D. (CBS)                           |
| Legjobb férfi mellékszereplő (minisorozat vagy különkiadás) | Legjobb női mellékszereplő (minisorozat vagy különkiadás) |
| - George Grizzard (Floyd Kincaid) - The Oldest Living Graduate (NBC) - Ernest Borgnine (Stanislaus Katczinsky) - Nyugaton a helyzet változatlan (CBS) - John Cassavetes (Gus Caputo) - Flesh and Blood (CBS) - Charles Durning (Russell Oswald) - Attica (ABC) - Harold Gould (Louis B. Mayer) - Moviola (NBC) (Epizód: "The Scarlett O'Hara War") | - Mare Winningham (Marlene Burkhardt) - Amber Waves (ABC) - Eileen Heckart (Eleanor Roosevelt) - F.D.R.: The Last Year (NBC) - Patricia Neal (Paul édesanyja) - Nyugaton a helyzet változatlan (CBS) - Carrie Nye (Tallulah Bankhead) - Moviola (NBC) (Epizód: "The Scarlett O'Hara War") |

### Rendezők
| Legjobb rendező (vígjátéksorozat) | Legjobb rendező (drámasorozat) |
| --- | --- |
| - Taxi (ABC) (Epizód: "Louie és a rendes lány") – James Burrows - MASH (CBS) (Epizód: "Bottle Fatigue") – Burt Metcalfe - MASH (CBS) (Epizód: "Dreams") – Alan Alda - MASH (CBS) (Epizód: "Period of Adjustment") – Charles S. Dubin - MASH (CBS) (Epizód: "Stars and Stripes") – Harry Morgan | - Lou Grant (CBS) (Epizód: "Cop") – Roger Young - Lou Grant (CBS) (Epizód: "Andrew, Part II: Trial") – Peter Levin - Lou Grant (CBS) (Epizód: "Hollywood") – Burt Brinckerhoff - Lou Grant (CBS) (Epizód: "Influence") – Gene Reynolds - Skag (NBC) (Epizód: "Pilot") – Frank Perry |
| Legjobb rendező (varietésorozat vagy különkiadás) | Legjobb rendező (minisorozat vagy különkiadás) |
| - Baryshnikov on Broadway (ABC) – Dwight Hemion - The Big Show (NBC) (Epizód: "Mariette Hartley and Dean Martin") – Steve Binder - John Denver and the Muppets: A Christmas Together (ABC) – Tony Charmoli - Muppet Show (szindikált sugárzás) (Epizód: "Liza Minnelli") – Peter Harris        | - Attica (ABC) – Marvin J. Chomsky - Nyugaton a helyzet változatlan (CBS) – Delbert Mann - Amber Waves (ABC) – Joseph Sargent - Guyana Tragedy: The Story of Jim Jones (CBS) – William Graham - Moviola (NBC) (Epizód: "The Scarlett O'Hara War") – John Erman                      |

### Forgatókönyvírók
| Legjobb forgatókönyv (vígjátéksorozat) | Legjobb forgatókönyv (drámasorozat) |
| --- | --- |
| - Barney Miller (ABC) (Epizód: "Photographer") – Bob Colleary - The Associates (ABC) (Epizód: "The Censors") – Stan Daniels, Ed. Weinberger - The Associates (ABC) (Epizód: "The First Day") – Charlie Hauck, Michael Leeson - MASH (CBS) (Epizód: "Good Bye, Radar Part II") – Ken Levine, David Isaacs - Taxi (ABC) (Epizód: "Tiszteld apádat!") – Glen Charles, Les Charles | - Lou Grant (CBS) (Epizód: "Cop") – Seth Freeman - Lou Grant (CBS) (Epizód: "Brushfire") – Allan Burns, Gene Reynolds - Lou Grant (CBS) (Epizód: "Lou") – Michele Gallery - Skag (NBC) (Epizód: "Pilot") – Abby Mann - Tenspeed and Brown Shoe (ABC) (Epizód: "Pilot") – Stephen J. Cannell |
| Legjobb forgatókönyv (varietésorozat vagy különkiadás) | Legjobb forgatókönyv (minisorozat vagy különkiadás) |
| - Shirley MacLaine... 'Every Little Movement' (CBS) - Carol Burnett & Company (ABC) (Epizód: "Sally Field") - Goldie and Liza Together (CBS) - Muppet Show (szindikált sugárzás) (Epizód: "Alan Arkin") - Saturday Night Live (NBC) (Epizód: "Teri Garr") | - Off the Minnesota Strip (ABC) – David Chase - Amber Waves (ABC) – Ken Trevey - Attica (ABC) – James S. Henerson - Gideon's Trumpet (CBS) – David W. Rintels - Moviola (NBC) (Epizód: "This Year's Blonde") – James Lee                                                                    |

## Fordítás
- Ez a szócikk részben vagy egészben  a(z)   32nd Primetime Emmy Awards című angol Wikipédia-szócikk fordításán alapul.  Az eredeti cikk szerkesztőit annak laptörténete sorolja fel. Ez a jelzés csupán a megfogalmazás eredetét és a szerzői jogokat jelzi, nem szolgál a cikkben szereplő információk forrásmegjelöléseként.